# Bandidus sinewitensis
Bandidus sinewitensis är en insektsart som beskrevs av Tim R. New 1990. Bandidus sinewitensis ingår i släktet Bandidus och familjen myrlejonsländor. Inga underarter finns listade i Catalogue of Life.